# معادلة أفرامي

تحول مرحلة من أخرى عن طريق نمو النوى التي تتشكل بشكل عشوائي في المرحلة الأم

تصف معادلة أفرامي كيف تتحول المواد الصلبة من مرحلة (حالة المادة) إلى أخرى عند درجة حرارة ثابتة. يمكن أن يصف على وجه التحديد حركيات التبلور، ويمكن تطبيقه بشكل عام على تغييرات أخرى في الطور في المواد، مثل معدلات التفاعل الكيميائي، ويمكن أن يكون ذا مغزى في تحليل النظم البيئية.
تُعرف المعادلة أيضًا بمعادلة جونسون- ميهل- أفرامي- كولموجوروف، أو جيماك. تم اشتقاق المعادلة لأول مرة بواسطة كولموغورف في عام 1937 وتم تعميمها بواسطة ميلفن افرامي في سلسلة من الأوراق المنشورة في مجلة الفيزياء الكيميائية من عام 1939 إلى عام 1941.

## حركية التحول

مخطط تحويل حراري نموذجي (أعلى). يمكن وصف التحويل باستخدام معادلة أفرامي كقطعة من lnln (1 / (1-Y)) مقابل ln (t) التي تعطي خطًا مستقيمًا

غالبًا ما يُنظر إلى التحويلات على أنها تتبع ملف تعريف مميز على شكل حرف S ، أو شكل سيني، حيث تكون معدلات التحويل منخفضة في بداية ونهاية التحول ولكنها سريعة.
يمكن أن يعزى المعدل البطيء الأولي إلى الوقت المطلوب لعدد كبير من نوى المرحلة الجديدة لتشكيل وبدء النمو. خلال الفترة المتوسطة، يكون التحول سريعًا حيث تنمو النوى إلى جزيئات وتستهلك المرحلة القديمة بينما تستمر النوى في التكوين في المرحلة الرئيسية المتبقية.
بمجرد أن يقترب التحول من الاكتمال، يبقى القليل من المواد غير المحولة لمزيد من التنوي ويبدأ إنتاج الجسيمات الجديدة في التباطؤ. بالإضافة إلى ذلك، تبدأ الجسيمات التي تم تكوينها سابقًا في لمس بعضها البعض، لتشكيل حد حيث يتوقف النمو.

## الاشتقاق
أبسط اشتقاق لمعادلة افرامي هو عدد من الافتراضات والتبسيطات الهامة:
- يحدث التنوي بشكل عشوائي ومتجانس على كامل الجزء غير المحول من المادة
- لا يعتمد معدل النمو على مدى التحول
- يحدث النمو بنفس المعدل في جميع الاتجاهات

إذا تم استيفاء هذه الشروط ثم تحول {\displaystyle \alpha \,\!} إلى {\displaystyle \beta \,\!} ستستمر بتنوي الجسيمات الجديدة بمعدل {\displaystyle {\dot {N}}\,\!} لكل وحدة حجم تنمو بمعدل {\displaystyle {\dot {G}}\,\!} إلى جزيئات كروية وتتوقف عن النمو فقط عندما تتعارض مع بعضها البعض.
خلال فترة زمنية، {\displaystyle 0<\tau <t\,\!} ، التنوي والنمو يمكن أن يحدث فقط في مادة غير محولة. ومع ذلك، يتم حل المشكلة بسهولة أكبر من خلال تطبيق مفهوم الحجم الموسع - حجم المرحلة الجديدة التي ستتشكل إذا كانت العينة بأكملها لا تزال غير محولة. خلال الفترة الزمنية من τ إلى τ + dτ سيتم إعطاء عدد النوى، N ، التي تظهر في عينة من الحجم V كالتالي:
{\displaystyle N=V{\dot {N}}d\tau \,\!} [1]
أي ان {\displaystyle {\dot {N}}\,\!} هي إحدى المعلمتين في هذا النموذج البسيط: معدل التنوي لكل وحدة حجم، والذي يُفترض أن يكون ثابتًا. بما أن النمو هو خواص ثابتة ودون عوائق من المواد التي تم تحويلها سابقًا، ستنمو كل نواة إلى دائرة نصف قطرها {\displaystyle {\dot {G}}(t-\tau )} وبالتالي فإن الحجم الموسع لل {\displaystyle \beta } ستكون:
{\displaystyle dV_{\beta }^{e}={\frac {4\pi }{3}}{\dot {G}}^{3}(t-\tau )^{3}V{\dot {N}}d\tau \,\!}
أي ان {\displaystyle {\dot {G}}\,\!} هي ثاني معلمتين في هذا النموذج البسيط: سرعة نمو البلورة، التي يفترض أيضًا أنها ثابتة. تكامل هذه المعادلة بين {\displaystyle \tau =0} و {\displaystyle \tau =t} سوف ينتج إجمالي الحجم الممتد الذي يظهر في الفاصل الزمني كالتالي:
{\displaystyle V_{\beta }^{e}={\frac {\pi }{3}}V{\dot {N}}{\dot {G}}^{3}t^{4}\,\!}
فقط جزء صغير من هذا الحجم الموسع حقيقي. جزء منه يكمن في مادة تم تحويلها مسبقًا وهو افتراضي. بما أن التنوي يحدث بشكل عشوائي، فإن جزء الحجم الممتد الذي يتشكل خلال كل زيادة زمنية حقيقية سيكون متناسبًا مع جزء الحجم الغير المحول {\displaystyle \alpha } . هكذا:
{\displaystyle dV_{\beta }=dV_{\beta }^{e}\left(1-{\frac {V_{\beta }}{V}}\right)\,\!}
المعاد ترتيبها تكون هكذا
{\displaystyle {\frac {1}{1-V_{\beta }/V}}dV_{\beta }=dV_{\beta }^{e}\,\!}
وعند الاندماج
{\displaystyle \ln(1-Y)=-V_{\beta }^{e}/V\,\!}
حيث Y هو جزء من حجم {\displaystyle \beta } ({\displaystyle V_{\beta }/V}).
بالنظر إلى المعادلات السابقة، يمكن اختزال هذا إلى الشكل الأكثر شيوعًا لمعادلة افرامي (جيماك) التي تعطي جزءًا من المادة المحولة بعد فترة انتظار عند درجة حرارة معينة كالتالي:
{\displaystyle Y=1-\exp[-K(t)^{n}]\,\!}     {\displaystyle K=\pi {\dot {N}}{\dot {G}}^{3}/3\,\!}   و   {\displaystyle n=4\,\!}
يمكن إعادة كتابة ذلك على النحو التالي:
{\displaystyle \ln \,{(-\ln {[1-Y(t)]})}=\ln K+n\ln t\,\!}
الذي يسمح بتحديد الثوابت n و k من قطعة من lnln (1 / (1-Y)) مقابل ln (t). إذا كان التحويل يتبع معادلة أفرامي، فإن هذا ينتج خطًا مستقيمًا مع التدرج n والتقاطع ln K.

## حجم البلورة النهائي (نظريا)
ينتهي التبلور إلى حد كبير عندما {\displaystyle Y} تصل إلى قيم قريبة من 1، والتي ستكون في وقت التبلور {\displaystyle t_{X}} معرفة بواسطة {\displaystyle Kt_{X}^{n}\sim 1} ، ثم المصطلح الأسي في التعبير أعلاه لـ {\displaystyle Y} سيكون اصغر. وبالتالي يستغرق التبلور وقتًا من النظام يساوي:
{\displaystyle t_{X}\sim {\frac {1}{\left({\dot {N}}{\dot {G}}^{3}\right)^{1/4}}}}
أي أن التبلور يستغرق وقتًا يتناقص كواحد على طاقة الربع لمعدل التنوي لكل وحدة حجم، {\displaystyle {\dot {N}}} ، وواحد على قوة ثلاثة أرباع سرعة النمو {\displaystyle {\dot {G}}} . تنمو البلورات النمطية لبعض الاجزاء من وقت التبلور {\displaystyle t_{X}} ، ولها بعد خطي {\displaystyle {\dot {G}}t_{X}} أو كالتالي:
{\displaystyle {\mbox{crystallite linear size}}\sim {\dot {G}}t_{X}\sim \left({\frac {\dot {G}}{\dot {N}}}\right)^{1/4}}
أي، قوة ربع نسبة سرعة النمو إلى معدل التنوي لكل وحدة حجم. وبالتالي فإن حجم البلورات النهائية يعتمد فقط على هذه النسبة، ضمن هذا النموذج، وكما يجب أن نتوقع، فإن معدلات النمو السريع ومعدلات التنوي البطيئة تؤدي إلى بلورات كبيرة. متوسط حجم البلورات من هذا الحجم الخطي النموذجي مكعب.
كل هذا يفترض الأس {\displaystyle n=4\,\!} وهي مناسبة لل التنوي المتوحد (المتجانس) في ثلاثة أبعاد. على سبيل المثال، يمكن أن تكون الأغشية الرقيقة ثنائية الأبعاد بشكل فعال، وفي هذه الحالة إذا كان التنوي متماثلًا مرة أخرى في الأس {\displaystyle n=3\,\!} . بشكل عام، من أجل التنوي والنمو المنتظم، {\displaystyle n=D+1\,\!} ، على {\displaystyle D\,\!} أي، أبعاد الفضاء التي يحدث فيها التبلور.

## تفسير ثوابت أفرامي
في الأصل، اعتُبر أن قيمة n تتراوح بين 1 و 4 والتي تعكس طبيعة التحول المعني. في الاشتقاق أعلاه، على سبيل المثال، يمكن القول أن القيمة 4 لها مساهمات من ثلاثة أبعاد للنمو وواحد يمثل معدل تنوي ثابت. توجد مشتقات بديلة حيث n لها قيمة مختلفة.
إذا كانت النوى مُشكلة مسبقًا، وكلها حاضرة من البداية، فإن التحول يرجع فقط إلى النمو ثلاثي الأبعاد للنوى و n له قيمة 3.
تحدث حالة مثيرة للاهتمام عندما يحدث التنوي في مواقع محددة (مثل حدود الحبوب أو الشوائب) التي تتشبع بسرعة بعد وقت قصير من بدء التحول. في البداية، قد يكون التنوي عشوائيًا ويؤدي النمو إلى عوائق مما يؤدي إلى قيم عالية مثل n (3,4). بمجرد استهلاك مواقع التنوي، سيتوقف تكوين جسيمات جديدة.
علاوة على ذلك، إذا كان توزيع مواقع التنوي غير عشوائي، فقد يقتصر النمو على بُعد واحد أو ثنائي الأبعاد. قد يؤدي تشبع الموقع إلى قيم n 1 أو 2 أو 3 للمواقع السطحية والحافة والنقاط، على التوالي.